# Bolitoglossa meliana
Bolitoglossa meliana é uma espécie de anfíbio caudado pertencente à família Plethodontidae, sub-família Plethodontinae.